# St. Stephan (Welden)

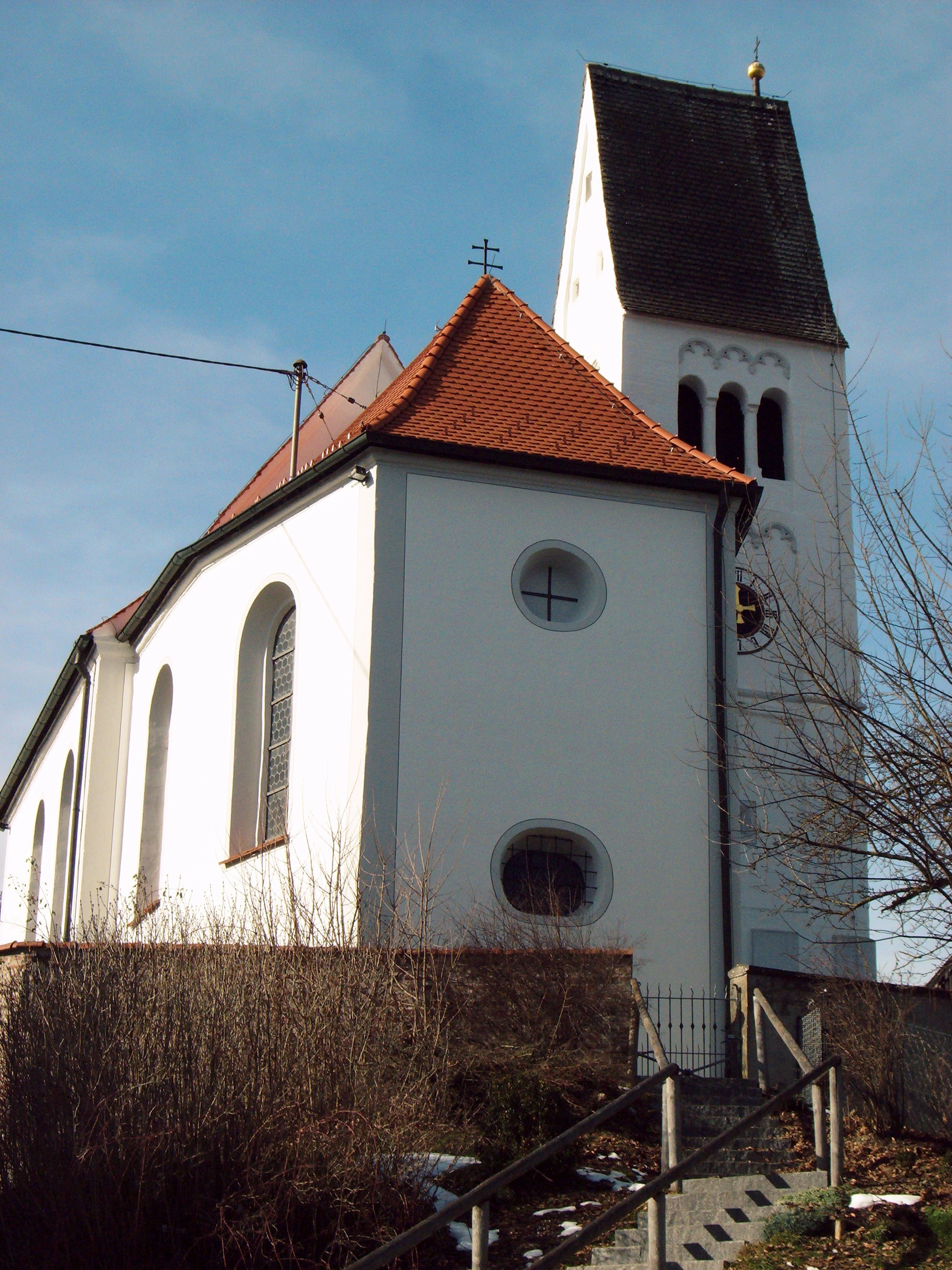
Außenansicht der Kirche St. Stephan

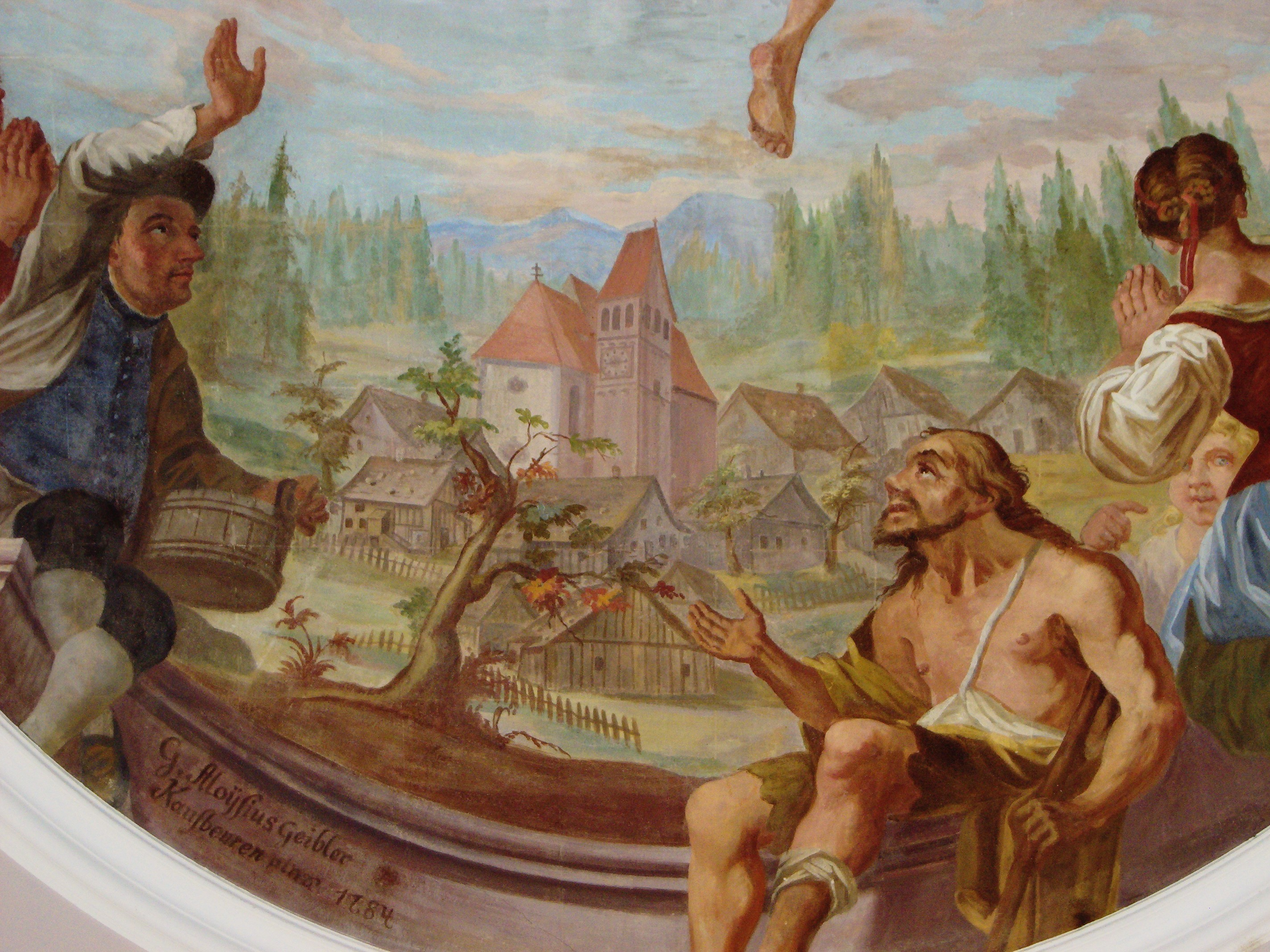
Deckenfresko mit historischer Ortsansicht

Die Filialkirche St. Stephan ist die katholische Dorfkirche von Welden, einem Ortsteil der Gemeinde Fuchstal im oberbayerischen Landkreis Landsberg am Lech. Sie ist dem heiligen Stephanus geweiht.

## Beschreibung
Die markant am Hang gelegene Kirche liegt im Mittelpunkt des kleinen Dorfes Welden. Der gedrungene Turm mit Bogenfriesen ist gotisch, ein 1552 errichtetes Langhaus wurde im 18. Jahrhundert zugunsten eines Neubaus von Chor und Langhaus abgerissen. Der zinnenförmige Turmschaft verweist auf eine Kaufbeurer Herkunft des damaligen Baus.

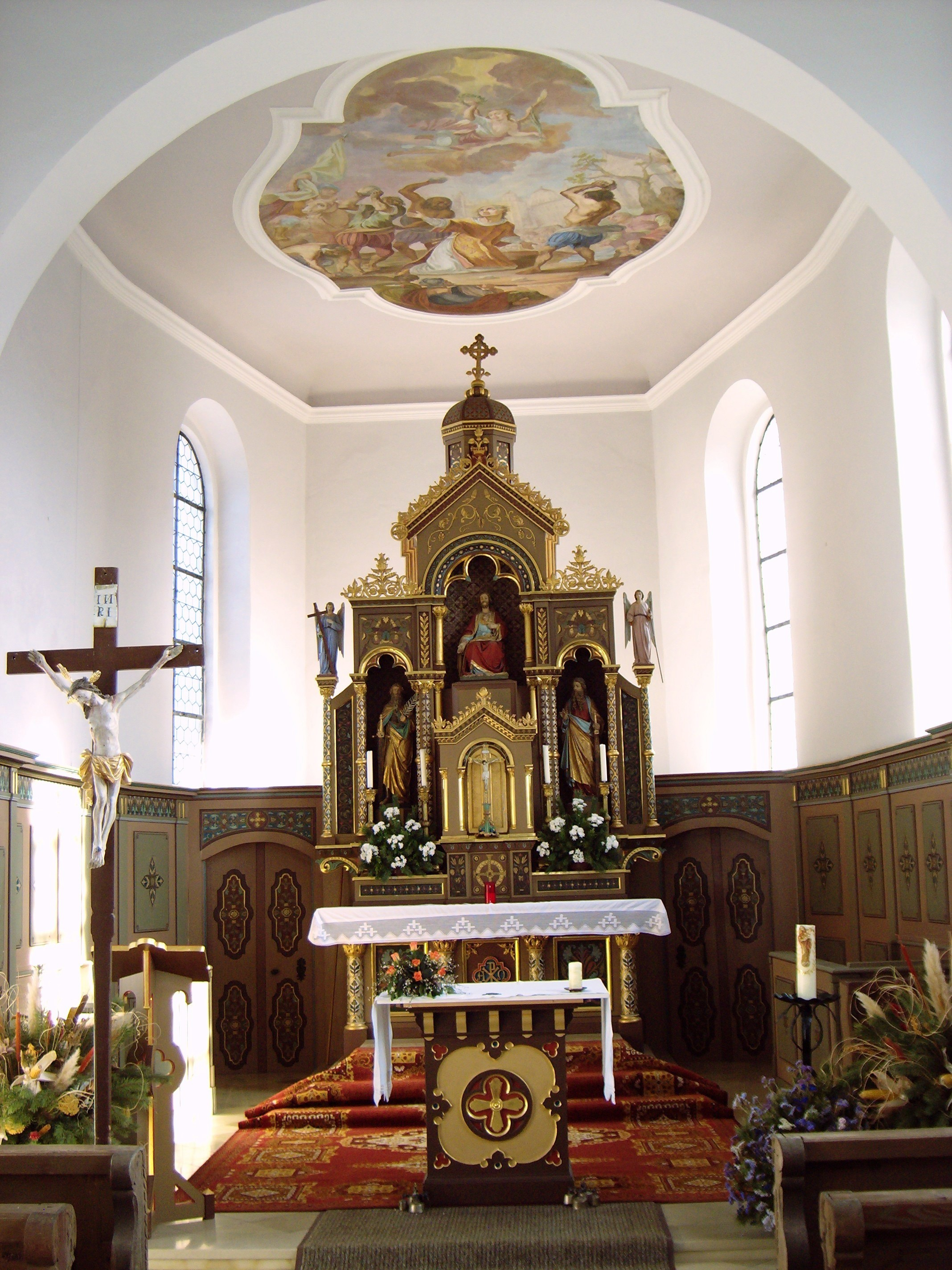
Chor mit Altar und Deckenfresko

Der heutige Bau stammt aus dem Jahr 1784 und wurde vom Füssener Baumeister Benedikt Nigg ausgeführt. Von der Barockausstattung erhalten sind die Laiengestühle und die Deckenfresken des Kaufbeurer Malers Alois Gaibler, auf denen unter anderem eine zeitgenössische Ansicht des Dorfes Welden zu sehen ist.
Welden besaß schon früh eine eigene Pfarrei mit der ältesten Kirche der Umgebung, die Pfarrei wurde aber schon 1605 zur Pfarrei Leeder geschlagen, zu der sie heute noch als Filialkirche gehört. Die Trennung vom Kapitel Kaufbeuren erfolgte 1662. Die Welderer wollten aber noch 1739 einen eigenen Pfarrer.
Der Chor wurde im 19. Jahrhundert neu ausgestattet, ab 1979 wurde die Kirche nochmals von Grund auf renoviert.